# Márcio Faraco
Márcio Faraco (Alegrete, 1963) é um cantor, compositor, guitarrista e produtor musical brasileiro.
Depois de vários anos vivendo e trabalhando no Brasil, decidiu deixar o país e viver em Paris, na França, embora não tenha deixado de cantar e compor em português.

## Discografia
- 1994 - Brasil Pass - Independente
- 2000 - Ciranda - Universal Jazz France (convidado: Chico Buarque)
- 2002 - Interior - Universal Jazz France (reeditado pela Biscoito Fino no Brasil)
- 2005 - Com Tradição - Universal Jazz France
- 2007 - Invento - Harmonia Mundi/Chant du Monde
- 2008 - Um Rio - Harmonia Mundi/Chant du Monde (convidado: Milton Nascimento)
- 2011 - O tempo- Harmonia Mundi/Chant du Monde
- 2014 - Cajueiro - Harmonia Mundi/World Village